# Chica da Silva
Francisca da Silva de Oliveira (Serro, ca. 1732 – 15 de fevereiro de 1796), conhecida como Chica da Silva, foi uma escrava do Brasil colonial, posteriormente alforriada, que viveu no Arraial do Tijuco, posteriormente Diamantina, pertencente ao município do Serro, Minas Gerais, durante a segunda metade do século XVIII.
Manteve durante mais de quinze anos uma união consensual estável com o rico contratador dos diamantes João Fernandes de Oliveira, tendo com ele treze filhos. O fato de uma escrava alforriada ter atingido posição de destaque na sociedade local durante o apogeu da exploração de diamantes deu origem a diversos mitos. 

## Biografia

### Origens e escravidão

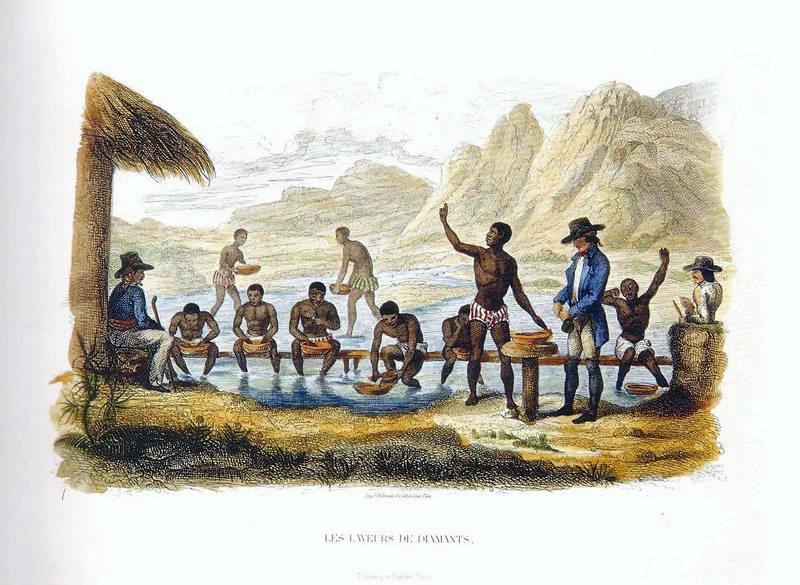
Escravos no trabalho de mineração de diamantes. Acervo da Pinacoteca de São Paulo

Francisca era filha de Antônio Caetano de Sá, homem branco de origem portuguesa, provavelmente nascido e batizado na Candelária, no Rio de Janeiro. Pouco se sabe sobre o pai de Chica a não ser que, em 1726, ocupava o posto de capitão das ordenanças de Bocaina, Três Cruzes e Itatiaia, distritos de Vila Rica. Isto indica que Antônio ocupava uma posição de distinção e honra na sociedade. Chica herdou a condição de escrava da sua mãe, Maria da Costa. Africana da Costa da Mina, posteriormente os países de Benim e a Nigéria, Maria foi trazida para o Arraial do Milho Verde ainda criança, por volta de 1720. Era escrava de Domingos da Costa, homem negro e forro. Chica foi registrada no Arraial do Milho Verde, no município de Serro Frio, mais tarde Serro.
Quando ainda era escrava, Francisca era tratada nos documentos como "Francisca mulata" ou "Francisca parda", porquanto os escravos não tinham sobrenome e normalmente eram diferenciados de acordo com seu grupo étnico ou cor da pele.  Contudo, em 1754, ela já era identificada num documento como "Francisca da Silva, parda forra". O sobrenome Silva, bastante comum no mundo português, era adotado normalmente por pessoas sem procedência ou origem definida, fato que indica que Chica conquistou sua liberdade por conta própria, sem apadrinhamentos ou conexões. Com o nascimento da primeira filha, foi identificada no registro de batismo como "Francisca da Silva de Oliveira", denotando um pacto informal com seu companheiro, o contratador de diamantes João Fernandes de Oliveira.
Na juventude, Chica foi escrava do médico português Manuel Pires Sardinha, proprietário de lavras no Arraial do Tijuco. Nesta época, teve com ele um filho, Simão Pires Sardinha, nascido em 1751, que teve como padrinho de batismo o então Capitão dos Dragões do Distrito Diamantino, o português Simão da Cunha Pereira, em homenagem ao qual recebeu o nome. O registro de batismo deste filho não declara a sua paternidade, mas Manuel Pires Sardinha deu-lhe alforria e nomeou-o como um de seus herdeiros no seu testamento, daí o uso do mesmo sobrenome. Simão foi educado em Portugal e veio a ocupar cargos importantes no governo da Corte.

### Alforria e família
Em 1753, João Fernandes de Oliveira chegou ao Arraial do Tijuco, para assumir a função de contratador dos diamantes, que vinha sendo exercida por seu pai homônimo desde 1740. No mesmo ano, João comprou Chica da Silva, que no ano seguinte foi alforriada por ele, quando então passaram a viver juntos, ainda que nunca tivessem se casado oficialmente.
Com João Fernandes Chica teve treze filhos durante os quinze anos em que com ele conviveu: Francisca de Paula (1755); João Fernandes (1756); Rita (1757); Joaquim (1759); Antonio Caetano (1761); Ana (1762); Helena (1763); Antônia (1764); Luísa (1765); Maria (1766); Quitéria Rita (1767); Mariana (1769); José Agostinho Fernandes (1770). Todos foram registrados no batismo como sendo filhos de João Fernandes, ato incomum na época, quando os filhos naturais de homens brancos e ex-escravas eram normalmente registrados sem o nome do pai.

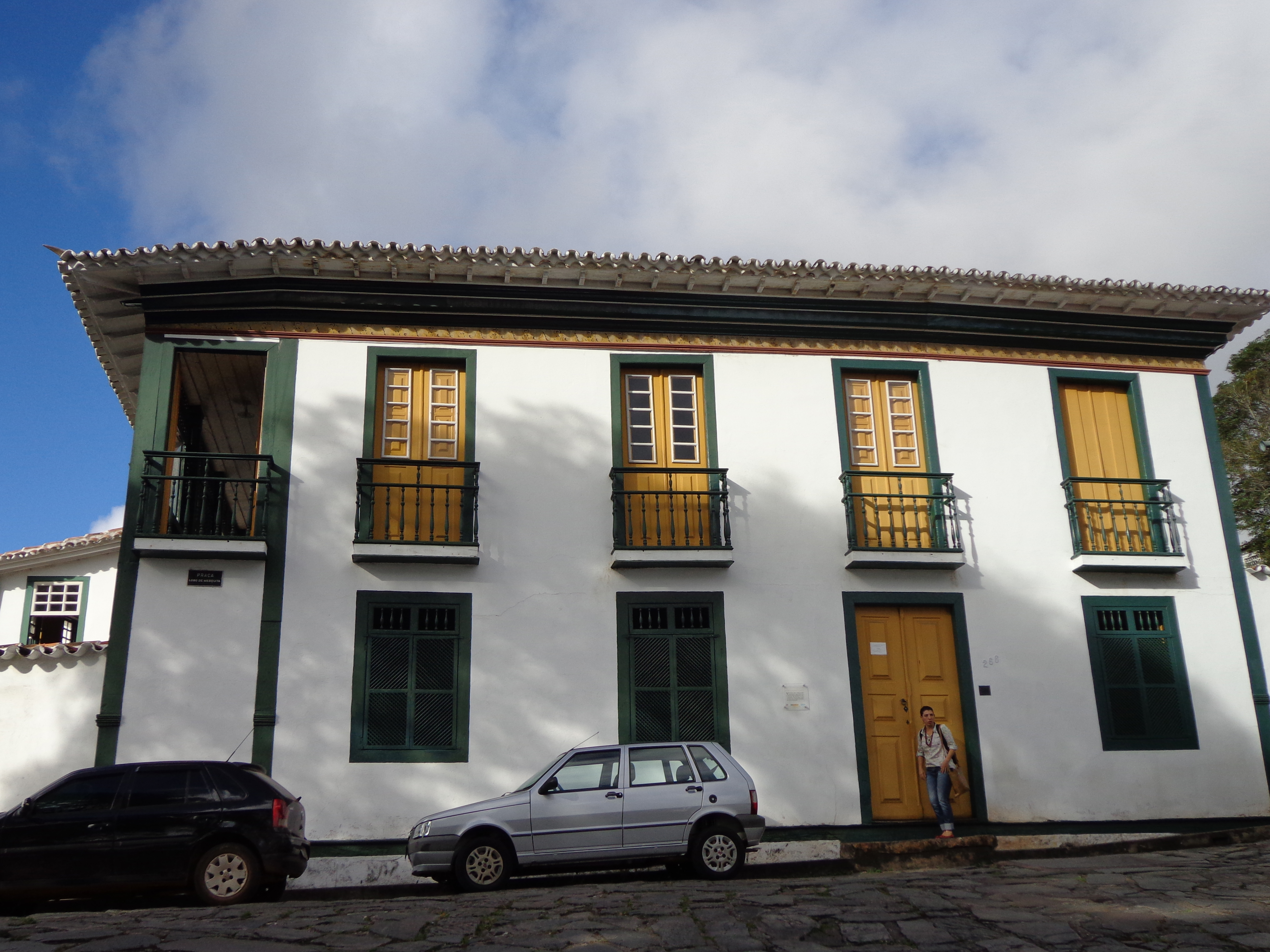
Casarão onde Chica viveu, em Diamantina

Entre 1755 e 1770, João Fernandes e Chica da Silva habitaram a edificação existente na praça Lobo de Mesquita, no número 266, em Diamantina.
A união consensual estável de João Fernandes e Chica da Silva não foi um caso isolado na sociedade colonial brasileira de envolvimento de homens brancos com escravas. Distinguiu-se por ter sido pública, intensa e duradoura, além de envolver João Fernandes, que era provavelmente o homem mais rico de todo o Império Português.
Os companheiros separaram-se em 1770, quando João Fernandes precisou ir a Portugal, para receber os bens deixados em testamento pelo pai. Ao partir, ele levou consigo alguns dos seus filhos homens. Em Portugal, os filhos de Chica da Silva receberam educação superior, ocuparam postos importantes na administração do Reino e até receberam títulos de nobreza.
Chica da Silva ficou no Arraial do Tijuco, na companhia do filho mais novo e com a posse das propriedades deixadas pelo ex-companheiro, o que lhe garantiu uma vida confortável. Ela também continuou ativa na economia diamantífera, alugando escravizados para a Real Extração dos Diamantes das Minas do Brasil, companhia que viria a substituir os contratos dos diamantes. Por sua vez, as filhas de Chica com João Fernandes foram encaminhadas para o Recolhimento de Macaúbas, em Santa Luzia, onde receberam a melhor educação que se dava às moças da aristocracia local, aprendendo a fazer tricô, sendo letradas e recebendo instrução musical. Dali, só saíram em idade de se casar, embora algumas tenham seguido a vida religiosa.
Mesmo tendo se unido a João Fernandes em concubinato, Chica da Silva alcançou prestígio na sociedade local e usufruiu das regalias privativas das senhoras brancas. Na época, todas as pessoas se associavam a irmandades religiosas de acordo com a sua posição social. Chica da Silva pertencia às Irmandades de São Francisco e a do Carmo, que eram exclusivas de brancos, mas também às irmandades das Mercês - composta por mulatos - e do Rosário - reservada aos negros. Portanto, Chica da Silva tinha renda para realizar doações a quatro irmandades diferentes, era aceita como parte da elite local composta quase que exclusivamente por brancos, mas também mantinha laços sociais com mulatos e negros por meio de suas irmandades. A partir da ascensão econômica, Chica da Silva conseguiu adentrar no mundo dos brancos.
Como era costume da época, logo que foi alforriada, Chica passou a ser dona de vários escravos. Segundo documentação analisada pela historiadora Júnia Ferreira Furtado, durante sua vida, Chica da Silva chegou a ser dona de pelo menos 104 escravos, negros como sua mãe ou mulatos como ela. Essa quantidade de escravos era bastante superior à média em Minas Gerais, naquela época. Chica da Silva vivia basicamente da exploração econômica dos seus escravos, que eram alugados e empregados nas minas, além de vários outros que trabalhavam na pecuária e agricultura ou eram escravos de ganho. Segundo a historiadora, não foi encontrada nenhuma evidência documental de que Chica tenha concedido liberdade a qualquer dos seus escravos.
Chica da Silva faleceu em 1796. Como era costume na época, ela tinha o direito de ser sepultada dentro da igreja de qualquer uma das quatro irmandades a que pertencia. Foi sepultada dentro da igreja de São Francisco de Assis pertencente a mais importante irmandade local, um privilégio quase que exclusivo dos brancos ricos, o que demonstra que mantinha a condição social mais alta mesmo vários anos após a partida de João Fernandes para Portugal.
Em 2025, foi divulgado o testamento de Chica da Silva, no qual ela declara que a maior parte dos seus bens consistia em escravos. Chica não concedeu liberdade a nenhum escravo no seu testamento, pelo contrário, todos eles foram transmitidos para os seus herdeiros. No testamento também consta que uma escrava, de nome Quitéria, deveria ficar servindo a mãe de Chica, Maria da Costa, na hipótese de Chica falecer antes da mãe.

### Descendência
Ao longo de sua vida, Chica da Silva teve quatorze filhos. O primogênito, Simão Pires Sardinha, era filho de seu antigo proprietário, Manuel Pires Sardinha, e os outros treze do seu companheiro João Fernandes de Oliveira. Chica e João procuraram dar a melhor educação possível para seus filhos, de forma a garantir a sua inserção na sociedade. Os filhos homens se mudaram para Portugal junto com o pai em 1770 e todos lograram sucesso profissional: João Fernandes de Oliveira Grijó, o primogênito masculino, tornou-se o principal herdeiro do pai, porém a cor escura que herdara da mãe representou um problema para encontrar uma esposa, tanto que casou aos 28 anos com uma portuguesa humilde, filha de lavradores; José Agostinho recebeu a patente de capitão de milícias no Tejuco; Simão Pires Sardinha, que teve uma participação não esclarecida na Inconfidência Mineira, tornou-se nobre e amigo do príncipe regente D. João VI.
As filhas ficaram em Minas Gerais sob os cuidados de Chica, tendo sido mandadas para o Recolhimento de Macaúbas, onde as filhas da elite mineira eram recolhidas. Chica preocupou-se em garantir bons casamentos para as suas filhas, pois na época o matrimônio ou o recolhimento religioso configuravam as duas únicas alternativas para as mulheres ditas "honradas". Apesar de serem mulatas, muitas das filhas de Chica casaram com homens portugueses, denotando que a herança que receberam do pai lhes garantiu um dote razoável, capaz de garantir casamento com consorte de melhor condição.
Segundo a historiadora Júnia Ferreira Furtado, o que se depreende da história dos descendentes de Chica é a dualidade da inserção social dos descendentes de libertos na sociedade mineradora. Se, por um lado, a fortuna que herdaram e a importância social do pai e dos ascendentes paternos foram elementos facilitadores, a origem negra e escrava da mãe constituíam empecilhos. Enquanto algumas das filhas de Chica casaram na igreja com homens portugueses, outras tiveram filhos naturais, outras nunca legitimaram suas uniões ou só encontraram refúgio no recolhimento religioso. Já os filhos, embora todos tenham ascendido socialmente, tiveram maiores dificuldades em se notabilizar. Eles frequentemente tiveram que esconder ou camuflar a origem negra e escrava do lado materno nos processos de investigação familiar, pois naquela época o mulatismo era impedimento para ocupar cargos de prestígio. E, por fim, a trajetória da família de Chica revela uma tentativa de "branqueamento" pois, na sociedade preconceituosa do Brasil colonial, era uma forma de aumentar as chances de ascensão social, vez que havia fortes mecanismos de exclusão com base na cor, raça e na condição de nascimento do indivíduo.

## O mito

A atriz Taís Araújo foi a protagonista da telenovela Xica da Silva

Após a sua morte, Chica da Silva tornou-se desconhecida do grande público. Contudo, na segunda metade do século XIX, Joaquim Felício dos Santos, nas Memórias do Distrito Diamantino da Comarca do Serro Frio, trouxe à tona a existência da ex-escrava. Posteriormente, a história de Chica foi revisitada por diversos autores em romances, peças de teatro, poemas e também no cinema e na televisão. A historiadora Júnia Ferreira Furtado, que escreveu a biografia de Chica em 2009, tece diversas críticas a esses trabalhos. Segundo ela, praticamente tudo o que se fez sobre Chica da Silva foi baseado tão-somente nas informações fornecidas por Joaquim Felício dos Santos, sem o devido aprofundamento histórico. Com isso, a história de Chica foi contada sem a devida preocupação com a construção da realidade, distanciando-se da real trajetória de vida dessa figura histórica e caindo na ficção.
Em consequência, o que o grande público conhece de Chica da Silva é um mito no qual realidade e fantasia se misturam, a depender das intenções do autor. Júnia Ferreira Furtado faz uma crítica especial à telenovela Xica da Silva, responsável pela massificação do mito, asseverando que "os limites do erótico e do mau gosto foram ultrapassados, sem nenhum compromisso com a realidade do século XVIII, que tem sido revelada na sua multiplicidade e complexidade pela pesquisa histórica".